# Denial (chanson)
Singles de Sugababes
Change
(2007) Never Gonna Dance Again
(2008)
Pistes de Change
Never Gonna Dance Again My Love Is Pink
Denial est le vingt-et-unième single du groupe féminin Sugababes, et le troisième à être extrait de leur cinquième album Change. Le journal The Sun confirmait le 5 décembre 2007 que ce titre serait le prochain à faire l'objet d'une sortie en single. Les fans pensaient que c'était faux car une autre chanson, My Love Is Pink avait été envoyée aux radios et ajoutée sur des sites de téléchargement comme 7digital et iTunes. Keisha Buchanan a confirmé lors d'une interview datant du 13 décembre que Denial devrait être le troisième single. On peut même voir une vidéo dans laquelle elle annonce cela. Cette sortie fait gravir un jalon de plus dans leur carrière, étant le 21e single sorti en 10 ans. En face B, on retrouve la reprise qu'elles ont faite de Hey There Delilah du groupe Plain White T's.
En Allemagne, Denial est le thème officiel pour Starcollection des Sugababes en vente à Deichmann, celle-ci comprenant des chaussures créées et présentées par les Sugababes.
Le 7 mars, Denial a été officiellement commercialisé via iTunes et est donc disponible en téléchargement légal. Le 8 mars, les Sugababes ont donné une représentation live lors de l'émission anglaise Saturday Night Takeaway.

## Le clip vidéo
La vidéo a été réalisée par Harvey B-Brown qui est connu pour avoir travaillé avec les Scissor Sisters et George Michael. Lors d'une interview, les filles ont déclaré que ce clip était l'un de ceux qu'elles avaient pris le plus de plaisir à tourner. Elles ont également raconté qu'il s'inspirait du magazine de mode Vogue.
La vidéo a été diffusée pour la première fois en exclusivité sur le site officiel du groupe le 8 janvier 2008. Quelques heures seulement après son lancement, le clip de Denial avait été ajouté sur la plateforme YouTube. Le 29 janvier 2008, des sites Internet postaient des photos des filles tirées du clip, commentant qu'elles avaient opté pour un look plus mature et qu'on pouvait enfin les considérer plus comme des femmes que comme des jeunes filles. Le concept de la vidéo est de montrer les Sugababes lors d'un shooting photo, portant de nombreuses tenues. En apparence, le clip n'a aucun rapport avec les paroles de la chanson, pourtant on peut penser que l'utilisation de certains objets comme un miroir ou bien de l'eau l'est à certains moments qui correspondraient à des moments clés de la chanson, dans le but de montrer l'idée de quelqu'un qui est dans le déni et qui se cache derrière un déguisement pour masquer la vérité. Le clip a été diffusé pour la première fois à la télévision sur Channel 4 dans l'émission Freshly Squeezed le 9 février 2008. En date du 16 mars 2008, la vidéo de Denial avait été vue 533.871 fois sur YouTube.

## Formats et liste des pistes
| #                            | Titre                                     | Durée    |
| ---------------------------- | ----------------------------------------- | -------- |
| CD 1 : Island / 1765355 (UK) |                                           |          |
| 1.                           | "Denial" [Radio Edit]                     | 3 min 29 |
| 2.                           | "Hey There Delilah" [Radio 1 Live Lounge] | 3 min 50 |
| 3.                           | "Denial" [Ian Carey Vocal Mix]            | 7 min 04 |
| 4.                           | "Denial" [Sanna and Pitron Remix]         | 8 min 25 |
| Single promotionnel          |                                           |          |
| 1.                           | "Denial" [Ian Carey Remix]                | 7 min 04 |
| 2.                           | "Denial" [Sanna and Pitron Remix]         | 8 min 25 |
| 3.                           | "Denial" [Mike Rose Remix]                | 3 min 37 |
| 4.                           | "Denial" [Radio Edit]                     | 3 min 29 |

## Classement des ventes
| Pays        | Meilleure position |
| ----------- | ------------------ |
| Estonie     | 1                  |
| Bulgarie    | 2                  |
| Autriche    | 4                  |
| Croatie     | 5                  |
| Pologne     | 5                  |
| Slovaquie   | 7                  |
| Europe      | 14                 |
| Royaume-Uni | 15                 |
| Irlande     | 18                 |